# Bourrée

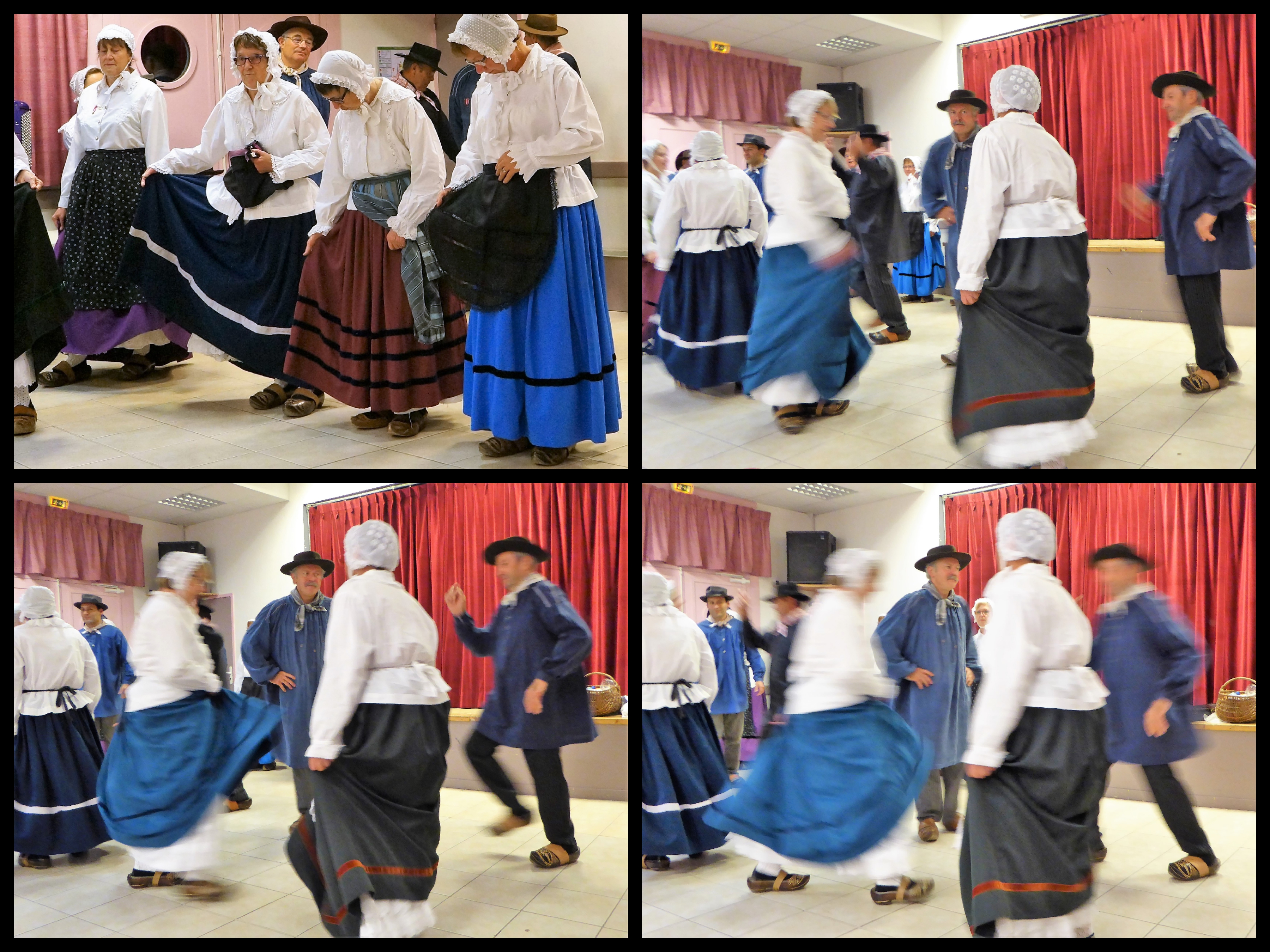
Bourrée

Bourrée (hay borrèia) là một điệu nhảy có nguồn gốc Pháp phổ biến ở Auvergne-Rhône-Alpes và Biscay ở Tây Ban Nha vào thế kỷ 17.

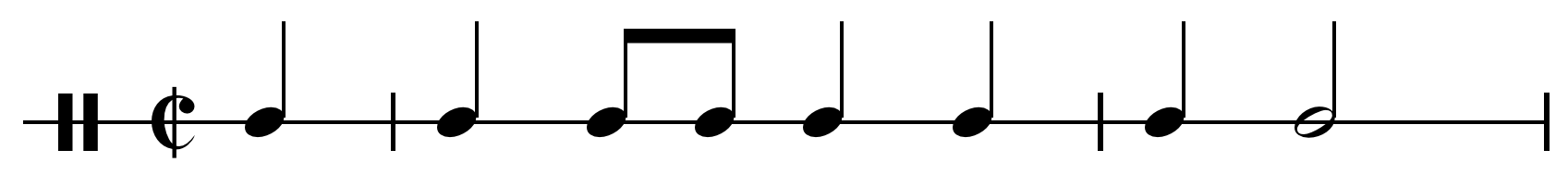
Nhịp bourrée.

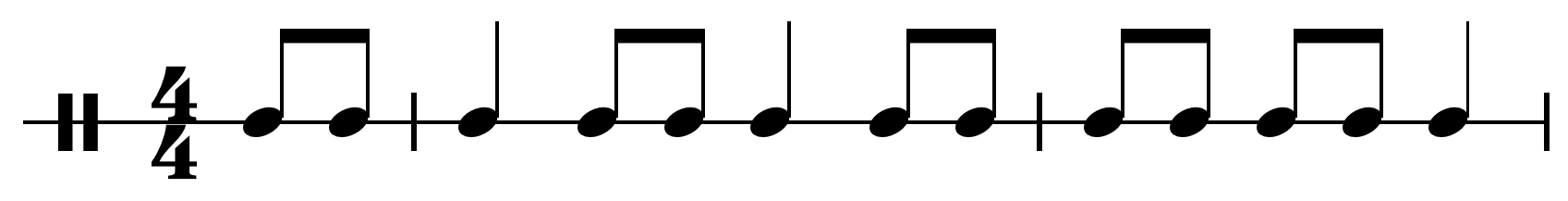
Nhịp bourrée khác.